# Lizzie Williams
Elizabeth "Lizzie" Williams (Melbourne, 15 d'agost de 1983) és una ciclista australiana. Professional des del 2015 amb l'equip Orica-AIS, el 2017 fitxa per la formació estatunidenca del Hagens Berman-Supermint.

## Palmarès
- 2014
  - Vencedora d'una etapa a l'Adelaide Tour
- 2015
  - 1a al Gran Premi Cham-Hagendorn
- 2016
  - Vencedora d'una etapa al Santos Women's Tour